# Tanio
Le Tanio est un pétrolier malgache, lancé en 1958 sous le nom de Lorraine, rebaptisé en 1974, qui a fait naufrage le 7 mars 1980 au large de la côte nord du Finistère. L'accident entraîne une marée noire, catastrophe environnementale majeure sur les côtes bretonnes, la mort de quatre membres d'équipage et la disparition de quatre autres dont le capitaine ; trente et un autres marins sont secourus par hélitreuillage. La catastrophe du Tanio est la dernière d'une série de marées-noires en Bretagne dans les années 1970.
En 2024, le naufrage du Tanio provoque toujours des pollutions occasionnelles significatives, dues aux fuites de l'épave.

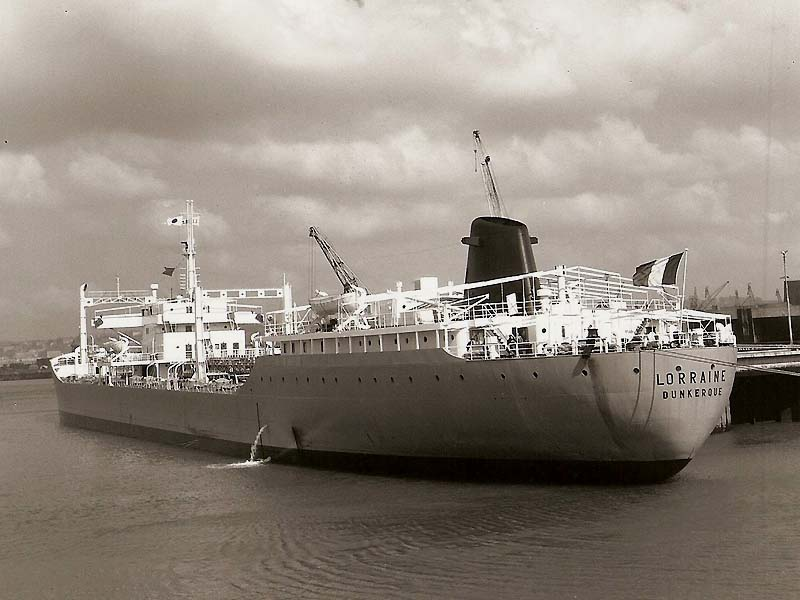
Le navire Lorraine en 1974, avant d'être rebaptisé Tanio.

## Naufrage
Lors de son dernier voyage, le Tanio réalise une livraison entre Wilhelmshaven en Allemagne de l'Ouest et Civitavecchia en Italie de 25 972 tonnes de fioul no 2 (fioul à haute teneur en souffre, type IFO 380, très visqueux), réparties dans 33 citernes. Le navire transporte également 740 tonnes de fioul no 1 et 170 tonnes de diesel pour sa propulsion. Il est équipé par l'armateur Petromad (société malgache de transport pétrolier), le propriétaire du navire étant la société Loca-France International Leasing dans un montage juridique complexe impliquant les sociétés Cruz del Sol (Panama), le Groupe Worms (France), Petromer (Bordeaux), Gardelia (Panama) et Elf-Allemagne.
Le vendredi 7 mars 1980, vers 6 h 30 du matin, le Tanio est au large de l'île de Batz quand il se casse en deux à la suite d'une avarie, alors qu'il traverse une tempête avec des vents de force 9 à 11 sur l'échelle de Beaufort selon les sources. La partie avant dans laquelle se trouvent huit hommes d'équipage coule assez vite, entraînant les marins avec elle. La partie arrière se maintient à flot. L'arrivée d'un premier hélicoptère Super-Frelon à 8 h 32 permet d'hélitreuiller les trente et un membres d'équipage restés sur la partie arrière du navire.
L'origine de l'avarie reste en 2024 inexpliquée. Le Tanio s'était vu attribuer la plus haute cote de sécurité par la société Veritas en septembre 1979 et le gros temps ne peut être seul la cause d'une telle rupture du navire.
Les remorqueurs de haute mer Abeille Flandre et Abeille Languedoc sont envoyés pour porter assistance au pétrolier, en particulier pour empêcher la dérive sur les rochers de la partie arrière du navire, encore flottante. Ils arrivent sur site à 15 h et 20 h. Au lendemain matin du naufrage, Jean Bulot, commandant de l'Abeille Flandre, décide d'envoyer par voie marine deux hommes d'équipage à bord du Tanio dérivant pour établir la remorque, l'hélicoptère de l'armée se faisant attendre. L'opération est donc effectuée en embarcation légère, au péril de la vie des marins, dans une houle de 6  à   7 mètres. La partie dérivante du Tanio est située à un demi-mille marin des roches lors de sa prise en charge en remorque, à 11 h 7 le samedi 8 mars. La destination du remorquage est incertaine jusqu'au lundi 10 mars, aucun port ne souhaitant accueillir le navire en remorque chargé de 7 500 tonnes de fioul. Les marins de l’Abeille Flandre remorquant le Tanio doivent attendre 36 heures à distance des côtes avant que la destination ne soit fixée au port du Havre, où ils arrivent le 11 mars, mais ne peuvent accoster que le 12,. Le 19 mars, 7 530 tonnes de fuel no 2 et 511 tonnes de fuel no 1 (de propulsion) ont été extraites de la partie arrière du Tanio dans le port du Havre.
Plus tard[Quand ?], des experts du ministère des Transports ont souligné des réparations grossières de fissures dans les cuves du Tanio, simplement colmatées à l'aide de ciment, lors de leur inspection de la partie arrière de l'épave, en cale sèche[réf. nécessaire].
L'épave de la partie avant, immergée entre 80  et   90 mètres de profondeur, est d'abord colmatée entre le 21 avril et le 2 mai 1980. Elle est ensuite vidée de 5 100 tonnes de fioul par des opérations de pompage dans les mois qui suivent le naufrage. Ces opérations prennent fin le 18 août 1981. Une quantité inconnue de fioul reste piégée dans l'épave et il a été établi par le CEDRE qu'il s'en échappe encore en 2020 et 2024.

## Catastrophe écologique

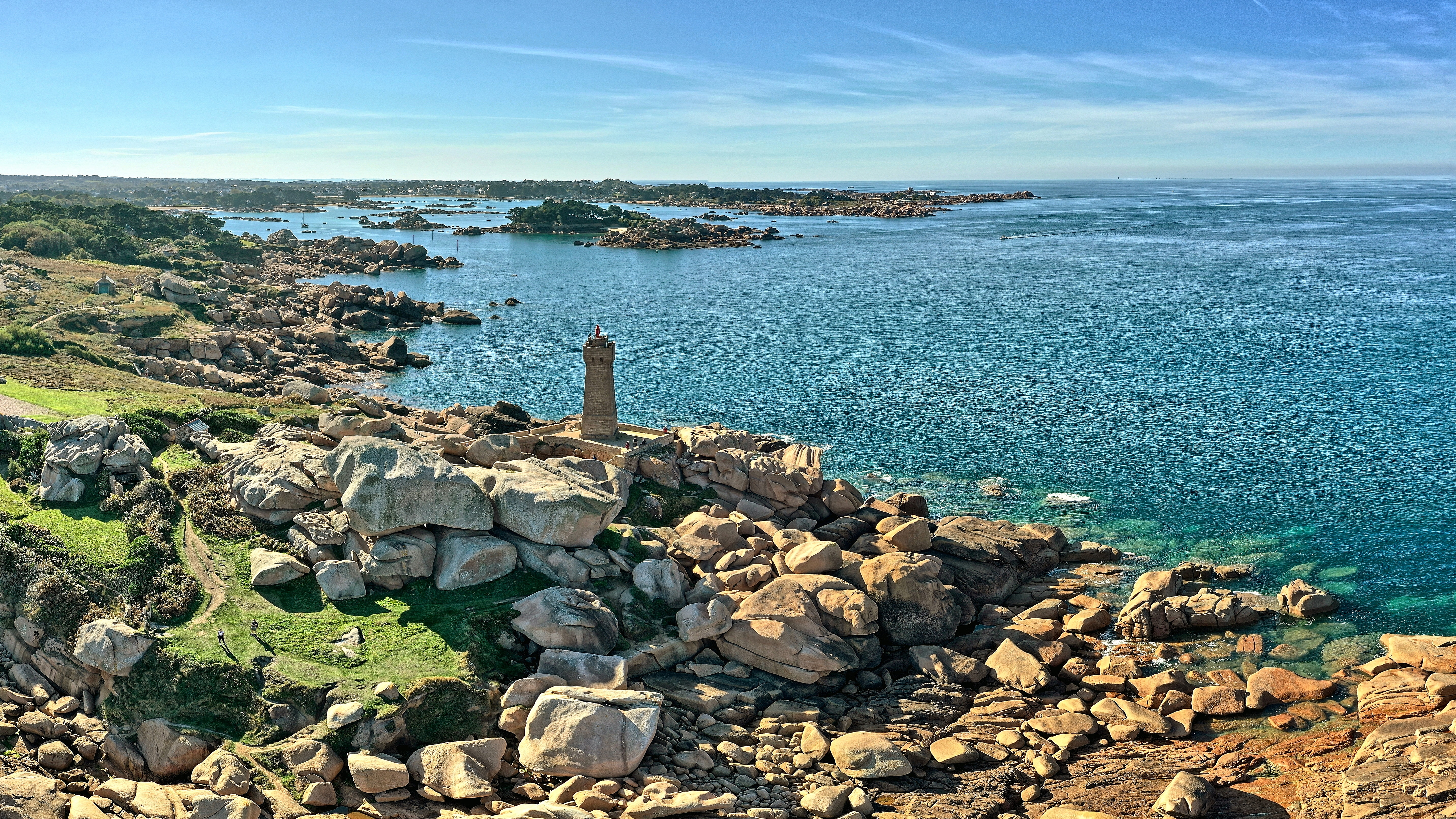
La Pointe de Men Ruz à Ploumanac'h, en 2021 : épicentre de la pollution occasionnée par le naufrage du Tanio en 1980.

La plupart des sources s'accordent sur des chiffres allant de 10 000  à   12 500 tonnes de fioul qui se répandirent dans la mer lors du naufrage et des semaines qui suivirent, souillant la Côte de granit rose, entre Trégastel et l'Île-de-Bréhat, et la réserve naturelle nationale des Sept-Îles, la plus importante réserve ornithologique de France, classée depuis 1976.
Environ 40 000 oiseaux ont été tués directement par la pollution du naufrage du Tanio en 1980, notamment trois espèces fragiles de la famille des alcidés (Petit Pingouin, Macareux moine, Guillemot de Troïl), nicheurs dans cette zone, ce qui réduisit encore leur population française déjà affaiblie. En 2024, les individus de ces trois espèces sont encore touchés par les rejets de l'épave du Tanio, alors que les statuts de deux d'entre elles (le Petit Pingouin et le Macareux moine) sont « en danger critique » sur le territoire français selon l'INPN, et que la troisième (le Guillemot de Troïl) est « en danger » selon le même organisme.

### Chronologie de la marée noire

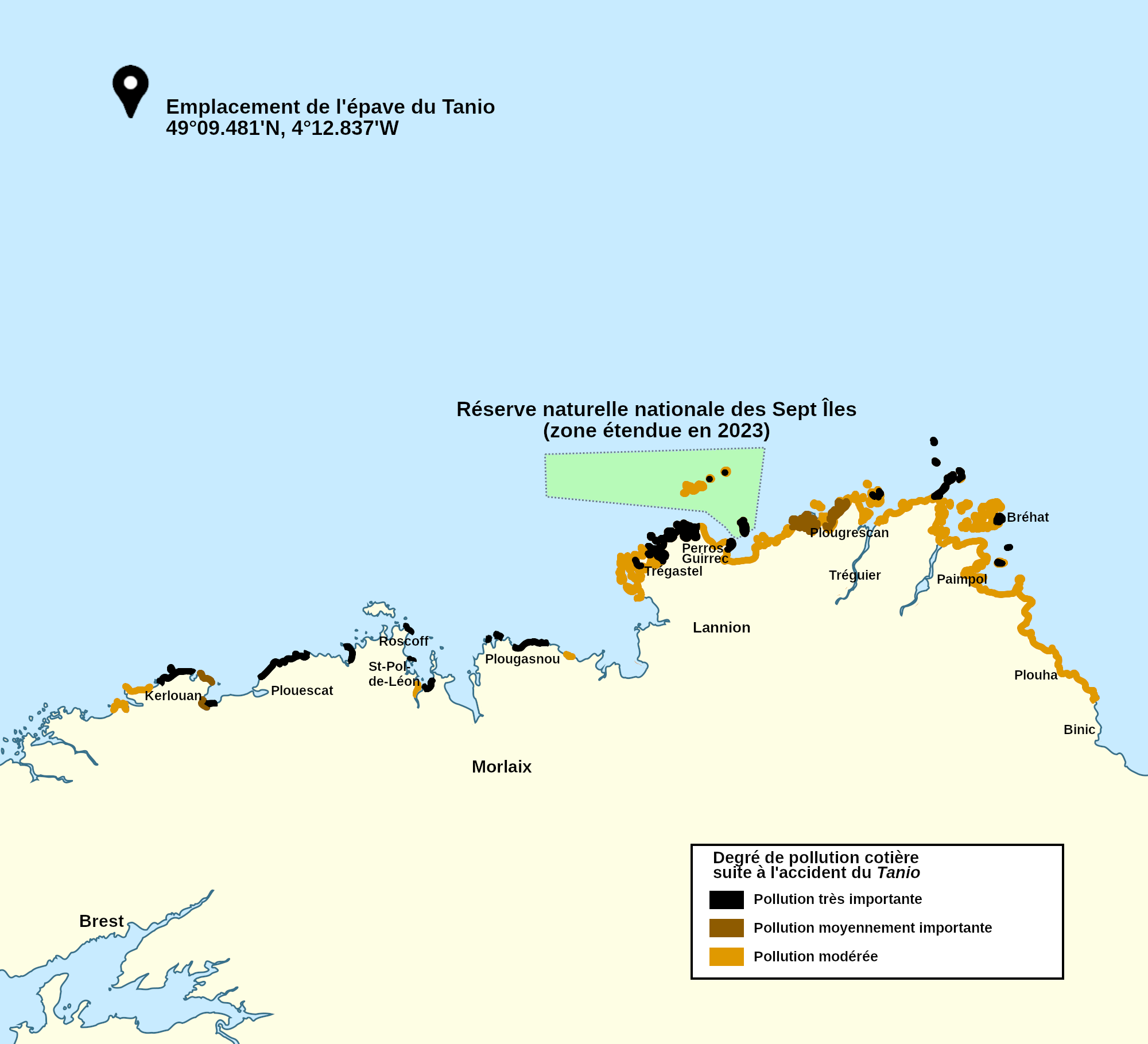
Niveaux de pollution côtière engendrée par le naufrage du Tanio en 1980.

Le 7 mars 1980, à 6 h 30 : naufrage du Tanio. À 6 h 35, le Vignemale, pétrolier français, reçoit un message de détresse en provenance du Tanio.
Le 8 mars : en fin d'après-midi, l'odeur de fioul est perceptible à l'Île-Grande.
Le 9 mars : les première nappes de fioul atteignent le littoral breton près de Trégastel dans la matinée. Sécurité civile, sapeurs-pompiers et agents communaux constituent les premières équipes de nettoyage.
Le 10 mars : nouvelles arrivées de fioul sur la commune de Ploumanac'h. Des barrages flottants commencent à être déployés. Le plan Polmar est officiellement déclenché à 19 h. Environ 250 personnes sont déployées sur les chantiers de dépollution.
Le 15 mars : la pollution est considérable, elle s'étend de Trébeurden à l'ouest à la pointe de l'Arcouest à l'est. L'effectif humain de lutte est porté à 800 militaires, 270 sapeurs-pompiers, 80 agents de l’État et 200 employés communaux et volontaires. D'innombrables goélands, cormorans et d'autres animaux marins sont retrouvés morts : leurs plumages souillés n'assurant plus de régulation thermique, ils meurent de froid, ou d'intoxication par ingestion.
À partir du 16 mars, les changements météorologiques poussent la pollution plus à l'ouest sur les côtes finistériennes de Plougasnou et Roscoff. L'effectif humain et les moyens techniques sont encore augmentés en Côtes-d'Armor, les outils des agriculteurs et des municipalités sont dépêchés. À cette date l'épave du Tanio se vide encore de sa cargaison à raison de 3 à 10 tonnes de fioul chaque jour.
Le 22 mars : le plan POLMAR-Terre est déclenché en Finistère. Les plages finistériennes les plus polluées sont couvertes d'une couche de fioul de 1 à 10 cm d'épaisseur.
À partir du 23 mars, les chantiers de pompage sont progressivement fermés en Côtes-d'Armor, laissant place aux chantiers de lavage des galets et rochers.
Le 25 mars la pollution, amalgamée aux algues notamment, s'étend à l'ouest jusqu'à Brignogan et Guisseny.
En avril, les chantiers de nettoyage sont nombreux sur tout le littoral, mobilisant des moyens humains importants (800 militaires uniquement en Finistère). Le 12 avril, le littoral de Pleumeur-Bodou est de plus en plus touché, son maire estime à 150 000 m2 la surface de côtes à nettoyer sur sa commune.
Fin avril, s'achèvent les opérations de colmatage de l'épave, entreprises par la société Intersub à l'initiative des assureurs du propriétaire et de l'armateur du navire. Des reconnaissances aériennes semblent indiquer l'absence de fuites à partir du 23 avril.
La lutte contre la pollution s'achève le 13 juin en Finistère mais dure jusqu'au 30 juin en Côtes-d'Armor. En octobre 1980, le coût de la lutte contre la pollution à terre est évalué à 140 millions de francs.

### AuXXIesiècle

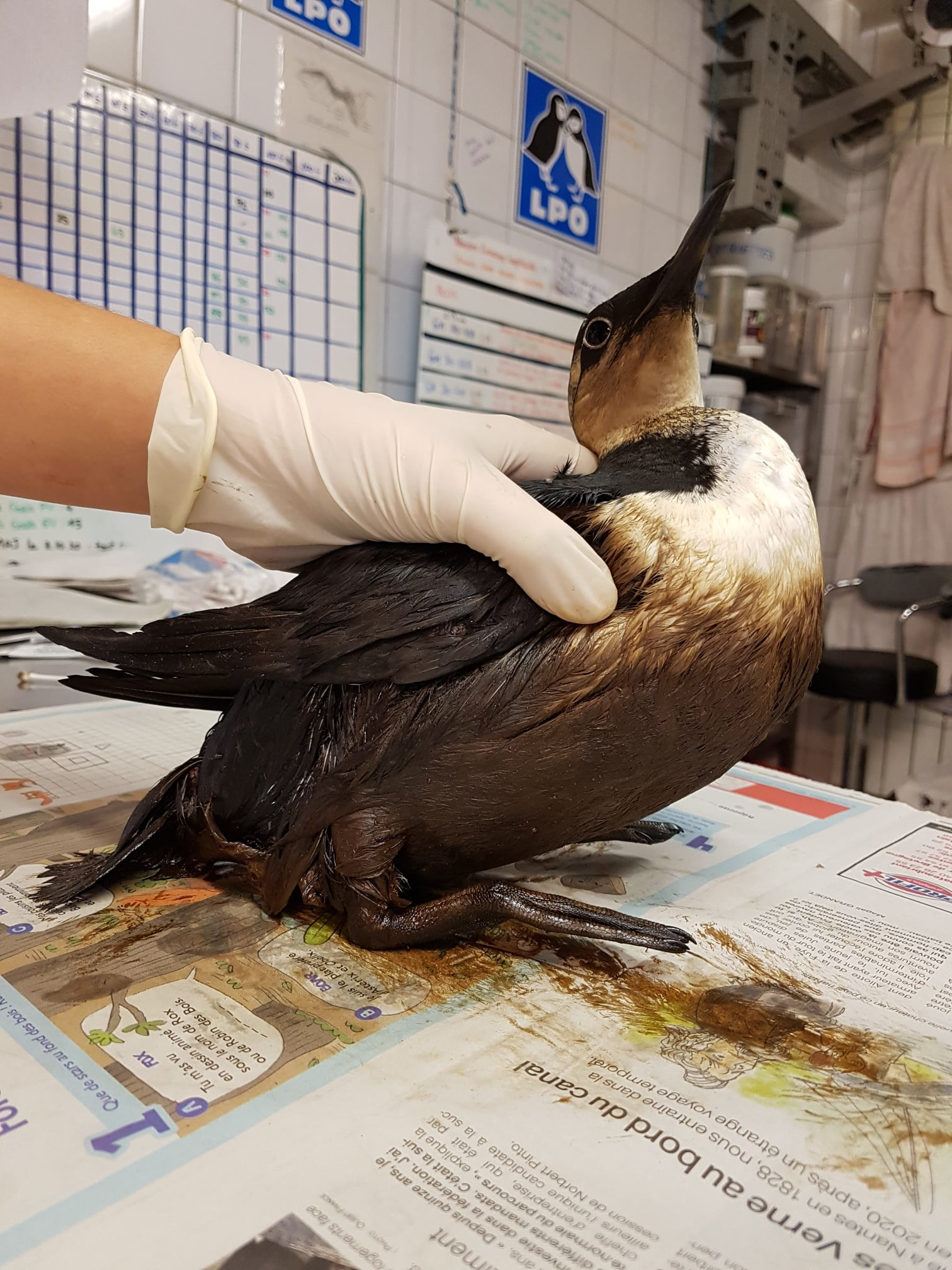
Guillemot de Troïl mazouté par le fioul du Tanio, octobre 2020, pris en charge par le centre de soin de la station LPO de l'Île Grande, commune de Pleumeur-Bodou.

À l'automne 2019, de nombreux oiseaux mazoutés sont retrouvés sur les côtes du Trégor. Le pétrole extrait de leur plumage est identifié par le CEDRE comme provenant de l'épave de la partie avant du Tanio, située entre 80  et   90 mètres de fond ; l'épave laisserait donc échapper du fioul piégé, dont la quantité est estimée début 2020 à 5 000 tonnes,. Cette quantité est cependant difficile à estimer : sur les 26 000 tonnes de fioul transportées, la partie arrière contenant 7 500 tonnes a été remorquée jusqu'au port du Havre après le naufrage, 5 100 tonnes piégées dans la partie avant ont été pompées dans les semaines qui suivirent le naufrage (sur environ 12 000 contenues dans cette partie au moment du naufrage), et 10 000  à   12 500 tonnes se seraient directement répandues dans la mer lors du drame.
En septembre 2020, le colmatage des fuites est effectué sur l'épave par la marine nationale à l'aide d'un robot sous-marin. Cependant, en décembre 2020, plusieurs oiseaux (des guillemots de Troïl) et un dauphin sont retrouvés échoués mazoutés sur les côtes de Plougasnou et Brignogan (la photo ci-contre est datée d'octobre 2020, quelques semaines après le colmatage).
En janvier 2021, une mission d'observation de l'épave révèle de nouvelles fuites.
Entre le 11 octobre 2020 et le 23 février 2021, Vigipol a dénombré 194 oiseaux souillés par le fioul du Tanio dont cent quarante guillemots de Troïl (dont trente-cinq étaient morts lors de leur découverte), trente-huit petits pingouins (dont cinq morts), quatre macareux, trois fous de Bassan (dont deux morts), deux grands cormorans (morts), des goélands et une macreuse noire. Ces oiseaux ont été retrouvés sur tout le littoral de la Basse-Bretagne, de Belle-Île au sud à Plévenon au nord. Le fioul retrouvé dans le plumage de ces oiseaux a été identifié par le CEDRE comme provenant de l'épave du Tanio. Le faible nombre d'individus d'oiseaux morts est à relativiser au vu de la population de ces espèces sur le territoire français : le nombre de pingouins torda en France étant estimé à 30 couples nicheurs en 2006, le souillage de 38 d'entre eux en 2021 est considérable. Vigipol estime par ailleurs qu'environ la moitié des oiseaux apportés vivants aux centres de soin ne survit pas, d'autres sources plus anciennes évoquent un taux de survie des oiseaux recueillis estimé à 20 % seulement (témoignage d'un soigneur à l'époque du naufrage, alors que les procédures de soin sont moins bien établies).
Le 17 février 2021, le préfet maritime de l'Atlantique prend un arrêté interdisant la pêche dans un rayon de 500 mètres autour de l'épave pour éviter l'arrachement des dispositifs de colmatage par des engins de pêche. La localisation de l'épave par la préfecture est située aux coordonnées 49°09.481'N - 4°12.837'W.
En 2023, près d'une centaine d'individus d'oiseaux mazoutés ont été soignés dans le secteur par la LPO. Les soigneurs évoquent une forte présomption concernant l'origine du mazout, provenant probablement du Tanio. Entre le 29 octobre et le 30 novembre 2023, Vigipol recense 50 oiseaux pollués, sur une zone littorale allant de Tréguennec (sud-Finistère) à Plougrescant à l'est, amenant le syndicat à suspecter de nouvelles fuites de l'épave du Tanio. Parmi les individus signalés 26 guillemots, 19 pingouins, deux fous de Bassan, deux macareux moines, et une spatule blanche sont recensés.
En juillet 2024, des fuites sont à nouveau détectées et colmatées par le CEPHISMER.

## Crise sociale et politique
Cette section ne s'appuie pas, ou pas assez, sur des sources secondaires ou tertiaires indépendantes du sujet.

Pour l'améliorer, ajoutez-en, ou placez des modèles {{Source secondaire souhaitée}} ou {{Source secondaire nécessaire}} sur les passages mal sourcés. (mars 2024)

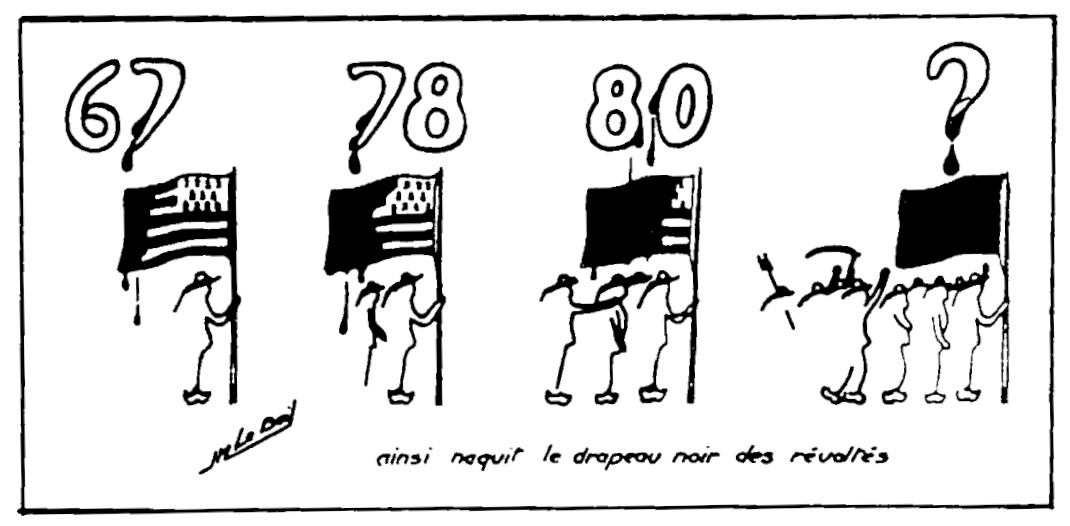
« Ainsi naquit le drapeau noir des révoltés », autocollant édité en mars 1980 pour protester contre les marées noires à répétition en Bretagne, diffusé à plus de 10000 exemplaires.

Le naufrage du Tanio succède à ceux du Torrey Canyon en 1967 (120 000 tonnes de pétrole), de l’Olympic Bravery et du Böhlen en 1976 (respectivement 800 et 9 800 tonnes), de l’Amoco Cadiz en 1978 (230 000 tonnes) et du Gino en 1979 (32 000 tonnes). La marée noire engendrée par le naufrage du Tanio éveille un sentiment de révolte et d'humiliation au sein de la population et des élus locaux bretons, alors que les dossiers d'indemnisation de l’Amoco Cadiz ne sont pas clos.
Le 19 mars 1980, aucun responsable politique ne s'était encore rendu sur place, ce qui renforce le sentiment d'abandon des populations, élus locaux et professionnels, luttant au quotidien contre la pollution, et alors que les fuites de l'épave du Tanio continuaient de déverser du fioul dans l'océan.
Un Comité de coordination et de vigilance des élus des communes du littoral des Côtes-du-Nord est établi afin de travailler à la reconnaissance et la considération de la catastrophe écologique provoquée par le naufrage du Tanio.
Le dimanche 23 mars 1980, une manifestation réunit 5 000 personnes au départ de Trégastel et défile, élus locaux en tête, jusqu'à Ploumanac'h. Les manifestants expriment leur colère et réclament une plus grande prise en charge de la catastrophe par l’État et les sociétés privées jugées responsables de négligences par les manifestants. Le mardi 25 mars, 1 200 lycéens manifestent également.
Le 2 avril 1980, 600 habitants, professionnels de la pêche, du tourisme et du commerce et 80 élus bretons se rendent à Paris en exigeant d'être reçus à l’Élysée par Valéry Giscard d'Estaing ou Raymond Barre alors Premier ministre. Seule une entrevue avec un secrétaire d'État leur sera accordée, qui se révélera infructueuse. Le cortège se heurta parfois violemment aux 1 500 CRS et Gendarmes mobiles déployés dans la capitale. Des heurts pendant lesquels des élus furent violentés survinrent sur le pont de la Concorde, mais la manifestation continua jusqu'aux Invalides au sein de laquelle furent entonnées La Paimpolaise et même la Marseillaise en breton. Les manifestants rentrèrent en Bretagne sans aucune reconnaissance ni avancée politique. L'échec de ce déplacement fit naître une grande amertume au sein de la population, un manifestant résuma un sentiment partagé : « Nous étions partis français à Paris, nous en sommes revenus bretons » (Le Monde, 6-7 avril 1980). L'épisode fut dès lors surnommé L'affront de l’Élysée. En réaction, les élus entreprirent une grève administrative, les aides municipales au plan Polmar furent suspendues, et certains restaurants fermèrent, empêchant les militaires chargés du nettoyage de se nourrir à midi, après que le préfet des Côtes-du-Nord Jean-Pierre Foulquié eut déclaré : « Nous nous passerons des aides municipales ». Six cents commerçants et artisans entamèrent également une grève de l'impôt, de la TVA, des taxes, et des cotisations à l'URSSAF. Le 9 avril la voiture du sous-préfet des Côtes-du-Nord fut enduite de fioul du Tanio par huit personnes, le sous-préfet lui-même fut éclaboussé.
À partir du 12 avril les relations entre les élus locaux et l’État s'apaisèrent progressivement, les municipalités décidèrent de travailler à nouveau au nettoyage des côtes dès le 14 avril, face au constat d'échec des pouvoirs publics dans le nettoyage, mais poursuivirent la grève administrative. Une proposition de rencontre le 23 avril 1980 avec les maires est enfin émise par le président de la République, les députés en étant exclus.